# 結婚できないにはワケがある。
『結婚できないにはワケがある。』（けっこんできないにはワケがある）は、邑咲奇による日本の漫画作品。『コミックシーモア』内の電子コミック誌『恋するソワレ』（シーモアコミックス）で2018年Vol.5から2021年Vol.8まで連載。
容姿端麗で出世が約束されたようなものなのに実は人形愛好者というヘビーな趣味を持つエリート課長と、30歳までに理想の男性と結婚することを夢見て課長から人形の愛を奪おうと試みる女子社員との間で繰り広げられる奇妙な三角関係を描く。

## 登場人物
富澤光央
容姿端麗で出世間違いなしなのに、実は人形愛好者というヘビーな趣味を持つエリート課長。
後藤まりこ
29歳。富澤と同じ会社に勤務する社員。30歳までに理想の男性と結婚することを夢見ている。

## 書誌情報
- 邑咲奇 『結婚できないにはワケがある。』Jパブリッシング、〈スフレコミックス〉、全5巻
  1. 2021年4月23日発売[5]、ISBN 978-4-86669-396-5
  2. 2021年4月23日発売[6]、ISBN 978-4-86669-400-9
  3. 2021年6月18日発売[7]、ISBN 978-4-86669-403-0
  4. 2021年6月18日発売[8]、ISBN 978-4-86669-404-7
  5. 2022年3月11日発売[9]、ISBN 978-4-86669-476-4

## テレビドラマ
2021年4月19日から6月20日まで、朝日放送テレビの「ドラマ+」で放送。主演は速水もこみち。

### キャスト
富澤光央〈35〉
演 - 速水もこみち
人形愛好者というハードな趣味を持つエリート課長。
後藤まりこ〈29〉
演 - 若月佑美
富澤と同じ会社に勤務する女性社員。富澤と結婚することを夢見る。
みちゅこ（人形）
声 - ヒロド歩美（朝日放送テレビアナウンサー）
光央がこよなく愛する人形。
井上健太
演 - 古川毅（SUPER★DRAGON）
光央の後輩エリート社員。
谷村鉄子（第5話から登場）
演 - 井頭愛海
光央と同じ趣味を持つ謎の女性。
高田よしえ
演 - 山口真帆
まりこの同僚で、既婚者。
川越静香
演 - 吉田志織
まりこの同僚。
春本サツキ
演 - 秋山ゆずき
まりこの同僚で、一児の母。
一ノ瀬小春
演 - 鳴海寿莉亜（夢みるアドレセンス）
健太の婚約者。
係長
演 - ダンディ坂野
まりこの上司。
鉄子の母
演 - 高田聖子
ハードな趣味を持つ谷村鉄子の母。

### スタッフ
- 原作 - 邑咲奇 『結婚できないにはワケがある。』（ソルマーレ編集部「恋するソワレ」連載中）
- 脚本 - モラル、桑島憲司
- 主題歌 / エンディングテーマ - she9[11]
  - 主題歌 - 「最強★ピース」
  - エンディングテーマ - 「BPM」
- プロデューサー - 山崎宏太　矢内達也（朝日放送テレビ）、清家優輝　的場政行（ファインエンターテイメント）
- 監督 - 本田隆一、桑島憲司、的場政行、片山雄一
- 制作協力 - ファインエンターテイメント
- 制作著作 - 朝日放送テレビ

### 放送日程
※ 放送日は制作局・朝日放送テレビ基準。
| 各話   | 放送日  | サブタイトル           | 配信時サブタイトル   | ラテ欄 | 脚本   | 監督     |
| ------ | ------- | ---------------------- | -------------------- | ------ | ------ | -------- |
| 第1話  | 4月19日 | 理想の男と人形みちゅこ | 宣戦布告よ           |        | モラル | 本田隆一 |
| 第2話  | 4月25日 | まりこvs人形みちゅこ   | デートよ(人形無しで) |        | モラル | 本田隆一 |
| 第3話  | 5月2日  |                        | 脱みちゅこよ         |        |        |          |
| 第4話  | 5月9日  |                        | ライバル出現よ       |        |        |          |
| 第5話  | 5月16日 |                        | ブルーよ             |        |        |          |
| 第6話  | 5月23日 |                        | みちゅこ封印よ       |        |        |          |
| 第7話  | 5月30日 |                        | ハードな趣味よ       |        |        |          |
| 第8話  | 6月6日  |                        | 緊急搬送よ           |        |        |          |
| 第9話  | 6月13日 |                        | あやしいふたりよ     |        |        |          |
| 最終話 | 6月20日 |                        | ついに30よ｡          |        |        |          |

| 朝日放送テレビ ドラマ+                                     | 朝日放送テレビ ドラマ+                                   | 朝日放送テレビ ドラマ+                                               |
| 前番組                                                     | 番組名                                                   | 次番組                                                               |
| ---------------------------------------------------------- | -------------------------------------------------------- | -------------------------------------------------------------------- |
| ももいろ あんずいろ さくらいろ （2021年2月21日 - 3月28日） | 結婚できないにはワケがある。 （2021年4月19日 - 6月20日） | ワンモア （2021年8月1日 - 9月27日） 【名古屋テレビ（メ～テレ）制作】 |